# Ньяя
Система ньяйи (санскр. न्याय, IAST: nyāya, «закон, правило») — одна из шести главных теистических школ индийской философии (миманса, веданта, йога, санкхья, ньяя, вайшешика). Это реалистическая философия (теория, согласно которой вещи, объекты внешнего мира, существуют независимо от всякого познания, от отношения к уму), основывающаяся главным образом на законах логики. Её базовый текст — «Ньяя-сутры».

## Основы философии
Основы философии ньяйи были заложены мыслителем Готамой, который также известен как Гаутама (не путать с Буддой Гаутамой) и Акшапада. Поэтому ньяя называется также системой Акшапады. Эта философия рассматривает главным образом условия правильного мышления и средства познания реальности. Она признает наличие четырёх самостоятельных источников истинного познания: восприятия (пратьякша), вывода или заключения (анумана), сравнения (упамана) и свидетельства или доказательства (шабда). Объектами познания, согласно школе ньяйи, служат: наше я, тело, чувства и их объекты, познавательная способность, ум, деятельность, умственные дефекты, повторное рождение, чувства удовольствия и боли, страдание и свобода от страданий.

## Этика ньяйи
Философы-найяики стремятся избавить душу от её привязанности к телу. Согласно системе ньяя, я (атман) представляет собой самостоятельную субстанцию, совершенно отличную от ума и тела и приобретающую атрибуты сознания в процессе установления связи с каким-либо объектом посредством чувств. Однако сознание не является неотъемлемым свойством я. Это — случайное, побочное свойство. Оно перестает ограничивать я в состоянии освобождения. Освобождение означает абсолютное прекращение всех мучений и страданий, ставшее возможным благодаря правильному познанию действительности. Причем освобождение — это только облегчение страданий, а не удовольствие или счастье. Для достижения освобождения необходимо приобрести истинное познание своего я и всех других объектов опыта. Необходимо понять, что наше я отлично от тела, ума, чувств и т. д.

## Теология найяиков
Найяики считают Бога первопричиной созидания, сохранения и разрушения мира. Он создает мир не из ничего, но из вечных атомов, пространства, времени, эфира, умов и душ.
Мыслители этой школы доказывают существование Бога. Для этого они используют несколько аргументов.
В частности они говорят, что все сложные объекты мира, образованные определённой комбинацией атомов (горы, моря, реки и т. д.), должны иметь причину, потому что они по своей природе являются следствиями какого-то действия, подобно тому как следствием действия гончара является горшок. Без руководства со стороны разумной причины материальные причины этих вещей не могут достигнуть того порядка, связи и координации, которые дают им возможность производить определённые действия. Очевидно человек слаб для такого созидания.
Второй аргумент основан на вопросе о различности человеческих судеб. Найяики говорят, что причинами страдания и радости являются поступки людей совершенные в нынешней и прошлых жизнях. Если мир совершен Богом, не только всемогущим, но и морально совершенным, то, очевидно страдание человеку даётся за плохие поступки, а радость за хорошие. Если Бог является и творцом и моральным руководителем мира, то получается, что человеческие существа отвечают перед Богом за свои поступки. Из этого естественно и необходимо следует, что Бог награждает нас за хорошие поступки и наказывает за плохие. Иными словами, в мире, сотворенном Богом, хорошие действия должны вести к хорошим последствиям, а вредные действия не должны миновать вредных последствий.
Третий аргумент в пользу бытия Бога основывается на авторитете Вед.

## Значение системы
Значение системы ньяйи заключается в её методологии, то есть в теории познания, на которой строится эта философия. Созданная в ней теория познания является основой не только для ньяя-вайшешики, но с незначительными изменениями она служит и другим системам индийской философии. Ньяя применяет метод логической критики для решения всех жизненно важных и философских проблем. Ньяя не дает систематического представления о мире в целом в свете единого абсолютного принципа.